# Aljona Wladislawowna Lutkowskaja
Aljona Wladislawowna Lutkowskaja (russisch Алёна Владиславовна Лутковская, international nach englischer Transkription Alyona Lutkovskaya; * 15. März 1996 in Irkutsk) ist eine russische Stabhochspringerin.

## Karriere
Aljona Lutkowskaja konnte bisher vier große Erfolge verbuchen. So errang Lutkowskaja bei den Jugendweltmeisterschaften 2013 im ukrainischen Donezk mit einer Sprunghöhe von 4,15 m die Silbermedaille hinter der Venezolanerin Robeilys Peinado (4,25 m). Nur wenig später ersprang Lutkowskaja im italienischen Rieti bei den Junioreneuropameisterschaften mit 4,30 m die Goldmedaille. Ebenfalls Gold folgte 2014 im US-amerikanischen Eugene, Oregon, wo Lutkowskaja bei den Juniorenweltmeisterschaften mit gesprungenen 4,50 m sowohl die US-Amerikanerin Desiree Freier als auch die Neuseeländerin Eliza McCartney (beide 4,45 m) knapp hinter sich ließ. Lutkowskajas bislang letzter Medaillengewinn datiert auf das Jahr 2015, als sie bei den Junioreneuropameisterschaften im schwedischen Eskilstuna mit 4,20 m hinter der Schweizerin Angelica Moser (4,35 m) Silber erringen konnte.